# Апу-Ольянтай
«Ольянта́й», или «Апу-Ольянта́й», или «Ольянта́» (кечуа Apu Ullantay, от «апу» — «господин», «сановник») — пьеса инкского театра в жанре уанка, сюжет которой основан на реальных исторических событиях во время правления Великих Инков Пачакутека и Тупак Юпанки.

## Сюжет
Ольянтай — неустрашимый воин, вождь-правитель Антисуйю, восточной провинции империи инков Тауантинсуйу. Он — не «инка по крови» («сын Солнца»), а лишь «инка по привилегии» (титул, присваиваемый в Тауантинсуйу лицам, которые оказали большие услуги властям, проявили себя в сражениях или принадлежали к высшей родовой знати не-инкских племен, перешедших на сторону инков, сынов Солнца). Влюбившись в дочь Верховного Инки Пачакутека, Коси-Койлюр, он попросил её руки, но получил отказ и попал в опалу, вслед за чем развязал войну и отделил управляемую им территорию от империи. Разгневанный Пачакутек отправил другого своего вассала, Руми-Ньяви (правителя другой провинции, Ханансуйо), уничтожить бунтовщиков. Однако в каменном ущелье войска Ольянтая с присоединившимися к нему союзниками разбили эту армию; выжил лишь Руми-Ньяви. Прошло несколько лет, Пачакутек умер, на трон взошел его миролюбивый сын, а его дочь всё это время томилась в темнице за связь с Ольянтаем. Там её случайно нашла их дочь, которую растили как жрицу Солнца. Тем временем Руми-Ньяви хитростью смог обмануть Ольянтая и захватить Антинсуйю. Пленённого Ольянтая и его сторонников приводят в цепях в Куско, где им грозит смерть. Однако новый Верховный Инка, Тупак Юанки, решает помиловать его и разрешает ему жениться на Коси-Койлюр.

## История изучения и публикации

### История драмы в испанские времена
Первые достоверные упоминания драмы «Ольянтай» датируются третьей четвертью XVIII века. Пьеса ставилась в кругу единомышленников Хосе Габриэля Кондорканки (также известного как Тупак Амару II), будущего вождя грандиозного индейского восстания. После подавления восстания испанским правительством был издан специальный указ, запрещающий под угрозой жестокого наказания постановку народных драм кечуа. Все эти произведения должны были быть безоговорочно изъяты и уничтожены. Лишь в отдельных библиотеках и частных собраниях рукописи «Ольянтая» избегли печальной участи. Например, один из образцов сохранился в библиотеке монастыря Санто-Доминго (перестроенного из древнего инкского дворцово-храмового комплекса Кориканча) в городе Куско. Эта рукопись хранилась как минимум до середины XIX века. По сообщениям ряда исследователей, качество рукописи было весьма незавидное: она сильно отсырела и стала нечитабельной. Сохранившийся экземпляр пьесы в монастыре Санто-Доминго является дубликатом первого и сделан в более поздние времена.

### История публикаций
Первое упоминание о «Апу-Ольянтай» после долгого периода молчания появилось в перуанском журнале «Мусео Эрудито», который опубликовал её краткое изложение в 1837 году. А уже в 1853 году Иоганн Якоб фон Чуди опубликовал в своей работе «Die Kechua Sprache» текст драмы на оригинальном языке без перевода, получив от немецкого художника Ругендаса копию текста драмы из монастыря Санто-Доминго. Он был убеждён в древнем происхождении текста и использовал драму как доказательство существования театра в инкской империи. В 1875 году он снова публиковал текст «Ольянтая», но уже опираясь и на работы других авторов, и на второй образец текста. В 1876 году его труд был переиздан с немецким переводом драмы.
Одновременно с исследованиями фон Чуди, Клемент Маркхэм в ходе своего путешествия по Перу ознакомился сразу с двумя разными записями «Ольянтая» и в 1871 году опубликовал в Лондоне её английский перевод и оригинал. В том же году перуанский кечуолог Габино Пачеко Сегарра, опираясь на образец драмы, найденный в архиве своего деда, издал в Париже труд с анализом драмы, её оригиналом и французским переводом, цитатой выдержки из «Мусео Эрудито» и кечуано-французским словарем.
На русский язык впервые драму попытался перевести в 1877 году Ф. Б. Миллер, опубликовав свой перевод с небольшим вступлением в «Русском Вестнике». Но перевод был весьма формальным и сделан с немецкого перевода, а с не оригинального текста, что привело к искажениям и упрощениям смысла, так что пьеса не снискала популярности в России.
В 1891 году Г. Рагусом-Молети был выполнен первый итальянский перевод драмы, опубликованный в Турине, через 6 лет его переиздали в Неаполе. В 1917 году на основе немецкого перевода чешский филолог Отокар Янота опубликовал чешский перевод.
В испаноязычных странах пьеса многократно издавалась на оригинальном языке и в испанском переводе. Первый такой перевод был сделан Хосе Себастьяном Барранка.

### Современность
В настоящее время «Апу-Ольянтай» можно увидеть на подмостках Латинской Америки. Также по мотивам драмы написаны первая национальная перуанская опера «Ольянтай» композитора X. М. Валье Риестра (поставлена в 1900 году в Лиме) и одноимённая опера аргентинского композитора Константино Гайто (поставлена в 1926 году в Буэнос-Айресе).
Чешский перевод драмы несколько раз транслировался на радио.

## Анализ

### Авторство
Имеются две точки зрения на авторство и время создания. Одна сторона пытается доказать, что драма была написана в колониальный период испанцем, в лучшем случае метисом, владеющим кечуанским языком. По наиболее популярному изложению этой версии, «Апу-Ольянтай» был создан лишь около последней четверти XVIII веке Антонио Вальдесом — священником из Сикуани (хотя аргументы весьма шаткие — более поздние приписки с его именем к спискам). В доказательство приводятся утверждения его племянника, указание авторства на титульной странице экземпляра в Санто-Доминго и то, что именно Вальдес ставил пьесу для Тупак Амара II. Кроме того, есть мнение, что пьесу исправил в XVII веке Эспиноса Медрано, регент хора в Куско.
Вторая теория говорит о более древнем и аутентичном происхождении пьесы, её сторонники имеют контраргументы к версии авторства Вальдеса. Среди них то, что сам он не претендовал на авторство и нет данных, что он занимался творчеством. Кроме того, один из экземпляров пьесы датируется 1735 годом, а Вальдес был весьма молод к тому моменту. Доминиканская рукопись с указанием его авторства могла быть подделана, поскольку она исчезала из монастыря и была найдена лишь в 1940 году в гораздо более качественном, нежели ранее, состоянии. После обнаружения в рукописи была выявлена приписка, о которой не упоминали исследователи, читавшие её до исчезновения, и которая была написана отличающимися от текста почерком и другими чернилами. Все это говорит, что Вальдес мог лишь перевести драму. В таком случае её создание относят к тому же периоду, что и «Подлинные комментарии инков» Гарсиласо (XVI век). Сравнение этих текстов выявляет у обоих их авторов хорошее знание реальности народа, о котором они писали, оба текста насыщены культурными, социальными, военными, религиозными нюансами и подробностями. При этом несомненно, что авторы совершенно разные люди — основная разница в отношении к самой по себе инкской государственности. Инкский принц Гарсиласо пишет о инках как о мудром народе, про их войны как благо для завоеванных, описывает Пачакутека мудрым и великим вождем, отмечает «священную кровь» инков. В противовес ему, автор «Ольянтая» описывает Пачакутека простым смертным, жестоким, недальновидным, заносчивым, обличает влияние на власть Верховного жреца Тауантисуйу, показывает войны инков как горе, и, самое главное, проводит мысль, что независимо от происхождения достойный человек может стать инкой. Предположительно после создания в доколумбовы времена в качестве народной инкской пьесы её могли править представители кечуа, в процессе записи спонтанных выступлений представляя Пачакутека, традиционно считавшегося у инков героем, в образе главного злодея.

### Критика
С литературной точки зрения у драмы немало недостатков; нелинейный сюжет, несбалансированное повествование, в котором второстепенным эпизодам уделено много времени, а некоторые ключевые пропущены, некоторые сцены расшифровываются с сильной задержкой, а местами кажется, что части сюжета были выброшены или добавлены искусственно (что вполне возможно). Разрыв в отношении к Ольянтаю у двух правителей-инков, отца и сына, от ненависти до уважения и дружбы выглядит довольно натянутым по меркам современной драматургии.
Но, несмотря на это, характеры персонажей переданы хорошо, от локальных индейских концепций, вроде грубого и упрямого монарха, до общих — грубый и жестокий солдат Руми-Ньяви, импульсивный Ольянтай и его хитрый, тихий слуга. В некоторых местах накал повествования уместно прерывает появление комического персонажа. В целом, по мнению ученого Луи Бодена, драма достаточно сильна как художественное произведение. Примечательно, что у большинства персонажей «говорящие» имена, которые на языке кечуа можно буквально перевести в слова, обозначающие их главные качества и роли: «Руми-Ньяви» — «Каменный глаз», Куси-Куйлюр — «Смеющийся цветок», слуга Ольянтая Пики-Чаки — «Легконогий». Единственное имя неисторического персонажа, которое не поддаётся такому переводу и имеет непонятное происхождение, — это имя самого Ольянтая.

## Издания на русском языке
- Бальмонт К. Д. Отрывок из «Оллянтай» // Гимны, песни и замыслы древних. — СПб.: Пантеон, б. г.. — С. 67—68. — 211 с.